# Henry Wallace McLeod

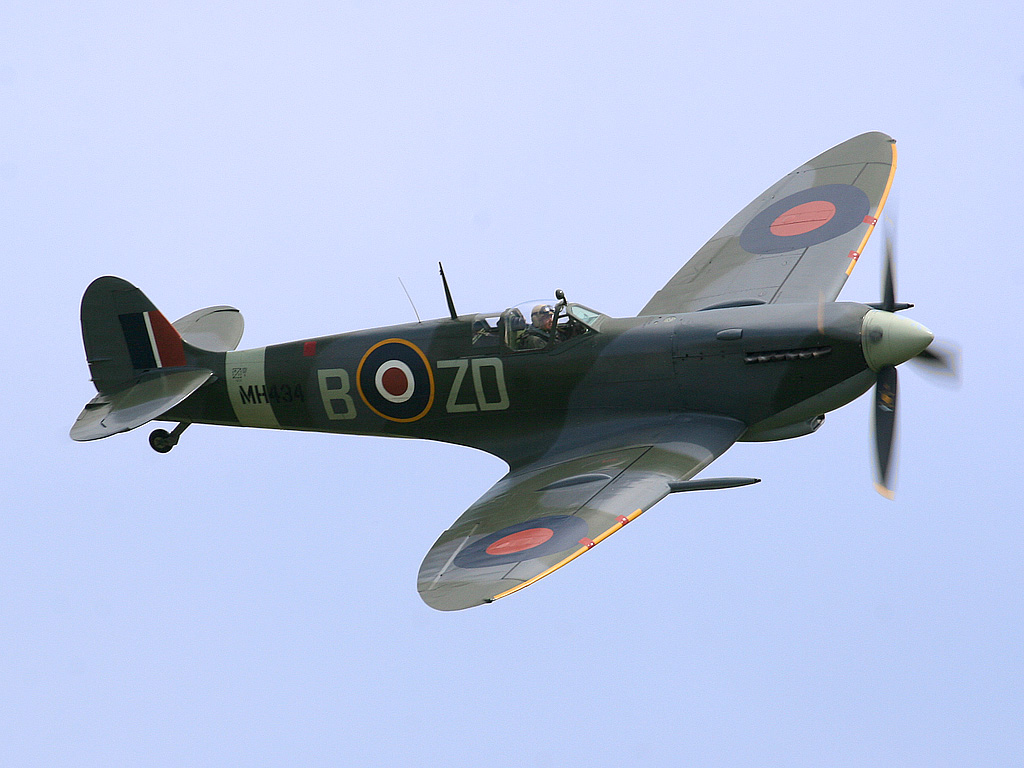
Spifire Mk IX

Henry Wallace McLeod (ur. 17 grudnia 1915 w Regina, zm. 27 września 1944 w Wesel) – kanadyjski lotnik, as myśliwski okresu II wojny światowej.

## Życiorys
Urodził się w kanadyjskiej Reginie jako syn Jamesa Archibalda McLeoda i Hannah Elizabeth McLeod. Jego ojciec, absolwent uniwersytetu Acadia pochodził z Brooklynu w Nowej Szkocji. Gdy Henry miał trzy lata jego matka zmarła na grypę podczas pandemii. Henry był przeciętnym, nie wyróżniającym się uczniem lecz radził sobie z nauką. Miał również opinię, że uczy się szybko.
Karierę wojskową rozpoczął w wojskach lądowych, w 5. pułku Saskatchewan oraz w Królewskim Pułku Strzelców Regina. 2 września 1940 wstąpił do Royal Canadian Air Force (Kanadyjskich Sił Powietrznych). Szkolenie ukończył 1 kwietnia 1941, a 9 maja przybył do Wielkiej Brytanii, gdzie został skierowany do 57 Operational Training Unit (OTU). 21 lipca otrzymał przydział do 132 dywizjonu, 28 sierpnia został przeniesiony do 485 dywizjonu. 27 września  uszkodził messerschmitta Bf 109. Od 2 do 23 grudnia służył w 602 dywizjonie, następnie w 411 dywizjonie. 1 maja 1942 prawdopodobnie strącił Focke-Wulfa Fw 190. 3 czerwca 1942 został skierowany do 603 dywizjonu stacjonującego na Malcie. Pierwsze pewne zwycięstwo osiągnął 23 czerwca 1942, strącając włoski myśliwiec Macchi MC.202. Od lipca do końca października 1942 walczył w 1435 dywizjonie. 13 października 1942 otrzymał Distinguished Flying Cross. 3 dni później zestrzelił Bf 109, którego najprawdopodobniej pilotował niemiecki as Heinz Golinski. Podczas walk na Malcie zniszczył na pewno 13 nieprzyjacielskich samolotów, 2 prawdopodobnie i uszkodził 8, zyskując pseudonim Orzeł z Malty (The Eagle of Malta). 4 grudnia 1942 został odesłany na odpoczynek do Wielkiej Brytanii. Do latania bojowego powrócił 12 lutego 1942 wraz z przydziałem do 443 dywizjonu. 23 czerwca 1944 strącił 2 Fw 190. 5 września otrzymał Distinguished Service Order. W 443 dywizjonie zestrzelił łącznie 8 maszyn przeciwnika.
27 września 1944 prowadził eskadrę (6 samolotów) swojego dywizjonu w składzie skrzydła dowodzonego przez Johnniego Johnsona nad Nijmegen w Holandii. McLeod zaginął w akcji, Johnson wzywał go przez radio, lecz nie otrzymał odpowiedzi. Po wylądowaniu było pewne, że Mcleod nie powrócił. Johnson pytał reszty pilotów, czy nie wiedzą, co się mogło stać. Jeden z nich widział Kanadyjczyka w pościgu za samotnym messerschmittem.
Spitfire McLeoda (nr fabryczny NH425) został odnaleziony w 1949 na przedmieściach Wesel już po niemieckiej stronie granicy. Jego ciało znajdowało się we wraku. Został pochowany na Cmentarzu Wojennym Wspólnoty Brytyjskiej w Rheinberg.
Podczas II wojny światowej Henry Wallace McLeod zestrzelił na pewno 21 samolotów wroga, 3 prawdopodobnie, 12 uszkodził  oraz jeden uszkodził zespołowo.

## Zestrzelenia
| Data                 | Zestrzeleń     | Typ                                            |
| -------------------- | -------------- | ---------------------------------------------- |
| 27 września 1941     | 1              | Messerschmitt Bf 109 uszkodzony                |
| 15 kwietnia 1942     | 1              | Messerschmitt Bf 109 uszkodzony                |
| 15 kwietnia 1942     | 1              | Focke-Wulf Fw 190 uszkodzony                   |
| 1 maja 1942          | 1              | Focke-Wulf Fw 190 prawdopodobnie zniszczony    |
| 6 czerwca 1942       | 1/4            | CANT Z.1007 uszkodzony                         |
| 23 czerwca 1942      | 1              | Macchi MC.202                                  |
| 23 czerwca 1942      | 1              | Macchi MC.202 uszkodzony                       |
| 5 lipca 1942         | 1              | Messerschmitt Bf 109 uszkodzony                |
| 9 lipca 1942         | 1              | Junkers Ju 88 prawdopodobnie zniszczony        |
| 13 lipca 1942        | 1              | Macchi MC.202 uszkodzony                       |
| 17 lipca 1942        | 1              | Messerschmitt Bf 109                           |
| 24 lipca 1942        | 1              | Messerschmitt Bf 109 prawdopodobnie zniszczony |
| 8 sierpnia 1942      | 1              | Messerschmitt Bf 109                           |
| 10 sierpnia 1942     | 1              | Messerschmitt Bf 109                           |
| 13 sierpnia 1942     | 1              | Messerschmitt Bf 109 uszkodzony                |
| 13 sierpnia 1942     | 1              | Junkers Ju 88 uszkodzony                       |
| 29 sierpnia 1942     | 1              | Messerschmitt Bf 109                           |
| 26 września 1942     | 1              | Messerschmitt Bf 109                           |
| 11 października 1942 | 2              | Junkers Ju 88                                  |
| 11 października 1942 | 2              | Messerschmitty Bf 109 uszkodzone               |
| 12 października 1942 | 1              | Messerschmitt Bf 109                           |
| 13 października 1942 | 1              | Macchi MC.202                                  |
| 14 października 1942 | 1              | Junkers Ju 88                                  |
| 14 października 1942 | 1              | Junkers Ju 88 uszkodzony                       |
| 16 października 1942 | 1              | Messerschmitt Bf 109                           |
| 16 października 1942 | 1              | Messerschmitt Bf 109 uszkodzony                |
| 22 października 1942 | 1              | Macchi MC.202                                  |
| 19 kwietnia 1944     | 1              | Dornier Do 217                                 |
| 5 maja 1944          | 1              | Focke-Wulf Fw 190                              |
| 14 czerwca 1944      | 1              | Dornier Do 217                                 |
| 16 czerwca 1944      | 1              | Messerschmitt Bf 109                           |
| 23 czerwca 1944      | 2              | Focke-Wulfy Fw 190                             |
| 20 lipca 1944        | 1              | Focke-Wulf Fw 190                              |
| 30 lipca 1944        | 1              | Messerschmitt Bf 109                           |
| Suma                 | 21 – 3 – 12.25 |                                                |

## Odznaczenia
- Distinguished Flying Cross
- Distinguished Service Order

## Upamiętnienie
- jeden z budynków 15 skrzydła szkolnego na południe od Moose Jaw został nazwany w 2002 Henry Wallace McLeod.
- Jedna z ulic w jego rodzimej Reginie została nazwana jego imieniem.